# Edward Oingerang
Edward Oingerang, né le 7 décembre 1991>, est un coureur cycliste guamanien. Il évolue au sein de l'équipe EuroCyclingTrips.

## Biographie
En septembre 2022, il devient le premier cycliste masculin à représenter Guam lors des championnats du monde. Engagé sur le contre-la-montre, il se classe 47e et avant-dernier, à plus de onze minutes du vainqueur Tobias Foss. 

## Palmarès

### Cyclisme sur route
- 2021
  - Royal Road Race
- 2022
  - Inarajan Lungbuster Time Trial[2]
  - 3e du championnat de Guam sur route
- 2023
  - 2e du championnat de Guam sur route
- 2025
  - 2e du championnat de Guam sur route

### VTT
- 2023
  -  Champion de Guam de cross-country
- 2024
  -  Champion de Guam de cross-country